# Hagen
Hagen este un oraș în landul Renania de Nord-Westfalia, Germania. 

## Personalități marcante
- Jennifer Bongardt, sportivă